# 且拖乡
且拖乡，是中华人民共和国四川省凉山彝族自治州喜德县下辖的一个乡镇级行政单位。2021年1月12日，撤销博洛拉达乡，将其所属行政区域划归且拖乡管辖。

## 行政区划
且拖乡下辖以下地区：
联合村、且拖村、三甘果村、特洛村和瓦普阿莫村。

## 交通
- 成昆铁路：联合乡站